# Wild! Tour
'Wild! Tour' (o también conocido como 'The Wild! Tour' y 'The Wild! Party' en 1990) es la sexta gira del dúo británico Erasure que se estrenó en el año 1989 hasta 1990 al igual que su primera gira Wonderland Tour con dos partes. Esta gira es la más extensa de la banda y también la más popular del dúo (especialmente en América), proveniente de su cuarto álbum Wild! de 1989.

## Banda
- Andy Bell (cantante)
- Vince Clarke (tecladista)
- Valerie Chalmers (Corista)
- Emma Whittle (Corista)

## Temas interpretados
Parte 1 (1989)
1. «Piano Song» (Clarke/Bell)
2. «How Many Times?» (Clarke/Bell)
3. «You Surround Me» (Clarke/Bell)
4. «Knocking on Your Door» (Clarke/Bell)
5. «Brother and Sister» (Clarke/Bell)
6. «Crown of Thorns» (Clarke/Bell)
7. « Star» (Clarke/Bell)
8. «Chains of Love» (Clarke/Bell)
9. «Hideaway» (Clarke/Bell)
10. «Supernature» (canción de Cerrone)
11. «Who Needs Love (Like That)» (Vince Clarke)
12. «Stop!» (Clarke/Bell)
13. «Victim of Love»  (Clarke/Bell)
14. «Sweet, Sweet Baby» (Clarke/Bell)
15. « La Gloria» (Clarke/Bell)
16. « Ship of Fools» (Clarke/Bell)
17. «It Doesn't Have to Be / fragmento de Over the Rainbow» (clásico de la película Mago de Oz)
18. «Blue Savannah» (Clarke/Bell)
19. «Heavenly Action» (Clarke/Bell)
20. « Sometimes» (Clarke/Bell)
21. «The Hardest Part» (Clarke/Bell)
22. «Oh L'Amour» (Clarke/Bell)
23. «Drama!» (Clarke/Bell)
24. «A Little Respect» (Clarke/Bell)
25. « White Christmas» (Versión Acústica) (Canción de Navidad)
26. «Spiralling» (Clarke/Bell)

Parte 2 (1990):
1. El vals de las Flores (canción de introducción de Chaikovski)
2. « Marcha Nupcial» (canción de Matrimonio de introducción)
3. «Phantom Bride» (Clarke/Bell)
4. «Senseless» (Clarke/Bell)
5. «Knocking on Your Door» (Clarke/Bell)
6. «Who Needs Love (Like That)» (Vince Clarke)
7. «Drama!» (Clarke/Bell)
8. «Chains of Love» (Clarke/Bell)
9. «Heart of Stone» (Clarke/Bell)
10. Over the Rainbow (fragmento) (Cláscico de la película El Mago de Oz)
11. «Blue Savannah» (Clarke/Bell)
12. «Piano Song» (Clarke/Bell)
13. « La Gloria» (Clarke/Bell)
14. «Gimme! Gimme! Gimme! (A Man After Midnight)» (Benny Andersson/Björn Ulvaeus)
15. «A Little Respect» (Clarke/Bell)
16. «Spiralling» (Clarke/Bell)
17. «Push Me Shove Me» (Vince Clarke) / Mamma Mia (-Benny Andersson/Björn Ulvaeus-, Coro del tema de ABBA cantado por Andy Bell)
18. «Brother and Sister» (Clarke/Bell)
19. «Victim of Love» (Clarke/Bell)
20. «It Doesn't Have to Be» (Clarke/Bell)
21. « Ship of Fools» (Clarke/Bell)
22. «Hideaway» (Clarke/Bell)
23. «Oh L'Amour» (Clarke/Bell)
24. « Star» (Clarke/Bell)
25. « Sometimes» (Clarke/Bell)
26. «Stop!» (Clarke/Bell)

## Grabaciones
La gira tuvo una grabación en London Docklands Arena en 1989 disponible en VHS llamado 'Wild! Live at the London Arena' (en el que en octubre del 2016 se lanzará en formato DVD). Se grabó otro concierto en Argentina en 1990 y en el Shoreline Amphitheatre en U.S.A. La última grabación fue transmitido en vivo y en directo por Radio 1 y en televisión BBC en el National Bowl en la última fecha de la segunda parte la gira en 1990 llamado 'Erasure Live at the Milton Keynes Bowl'.
Existe una grabación inédita del Backstage de la gira, la cual fue grabada por Paul Hickey durante la visita y el concierto de Erasure que se dio el 6 de junio de 1990 en el Sankei Hall en Osaka, Japón. El video muestra a Vince, Andy y todo el equipo de la gira preparándose, alistándose, etc. También se muestra en parte a los fanes que fueron al concierto. Aquel video está incluido como Material Incluido en el relanzamiento de 'Wild! Live at the London Arena' en DVD dentro del nuevo Box-Set de antología de Erasure, From Moscow to Mars - An Erasure Anthology.

## Datos Adicionales
En la última fecha de la segunda etapa de la gira (o sea en el National Bowl en el Milton Keynes, 1990) el concierto inició con una introducción del reportero del BBC Radio 1 en voces y luego inicia con la canción de matrimonio Marcha Nupcial.
En pocos países, durante las dos partes de la gira, no mostraron siempre todas las canciones. Un ejemplo, en algunos países de Europa, pusieron todas las canciones, pero en los demás países hasta mediados de 1990, quitaron las canciones Heavenly Action, Sweet, Sweet Baby y White Christmas. Todo eso pasó lo mismo con las canciones Ship of Fools y It Doesn't Have to Be en 1990. Y en las últimas fechas de la gira, cambiaron de lugar las canciones Star y Drama!.
En la última fecha de la gira (en la segunda etapa) en el National Bowl en el Milton Keynes, Andy sufrió tanto un resbalón como un ahogamiento de su propia saliva casi a finales de la canción Oh L'Amour, en el cual lo superó de inmediato.